# Hugh Shaw-Stewart (8e baronnet)
Michael Hugh Shaw-Stewart  (11 juillet 1854 - 29 juin 1942) est un homme politique, soldat et propriétaire terrien écossais.

## Biographie
Il est le fils aîné de Michael Shaw-Stewart (7e baronnet)) et d'Octavia Grosvenor, fille de Richard Grosvenor (2e marquis de Westminster). Il fait ses études au Collège d'Eton et Christ Church, Oxford,.
Il est capitaine du 4e bataillon (Princess Louise's), des Argyll and Sutherland Highlanders et colonel honoraire du 5/6th Argyll and Sutherland Highlanders.
Il est candidat parlementaire conservateur sans succès pour le Stirlingshire en 1885 et est élu pour l'East Renfrewshire en 1886, occupant le siège jusqu'en 1906.
En 1903, il succède à son père comme baronnet et comme laird d'Ardgowan. Il reçoit le CB dans les honneurs d'anniversaire de 1916 et est anobli dans les honneurs d'anniversaire de 1933. Il est Lord-lieutenant du Renfrewshire de 1922 jusqu'à sa mort et est également président du conseil de comté.
En 1883, il épouse Alice Emma Thynne, fille de John Thynne (4e marquis de Bath). Ils n'ont pas d'enfants. Il est décédé dans une maison de retraite à Glasgow, à l'âge de 87 ans. Il est remplacé par son neveu, le colonel Walter Guy Shaw-Stewart, 9e baronnet.